# Xiahe, Fujian
Xiahe är en socken i sydöstra Kina. Den ligger i Yunxiao härad i staden Zhangzhou i provinsen Fujian, omkring 310 kilometer sydväst om provinshuvudstaden Fuzhou. Antalet invånare är 41 438. Befolkningen består av 19 295 kvinnor och 22 143 män. Barn under 15 år utgör 19,0 %, vuxna 15-64 år 72 %, och äldre över 65 år 8,0 %.